# Luisendenkmal (Magdeburg)

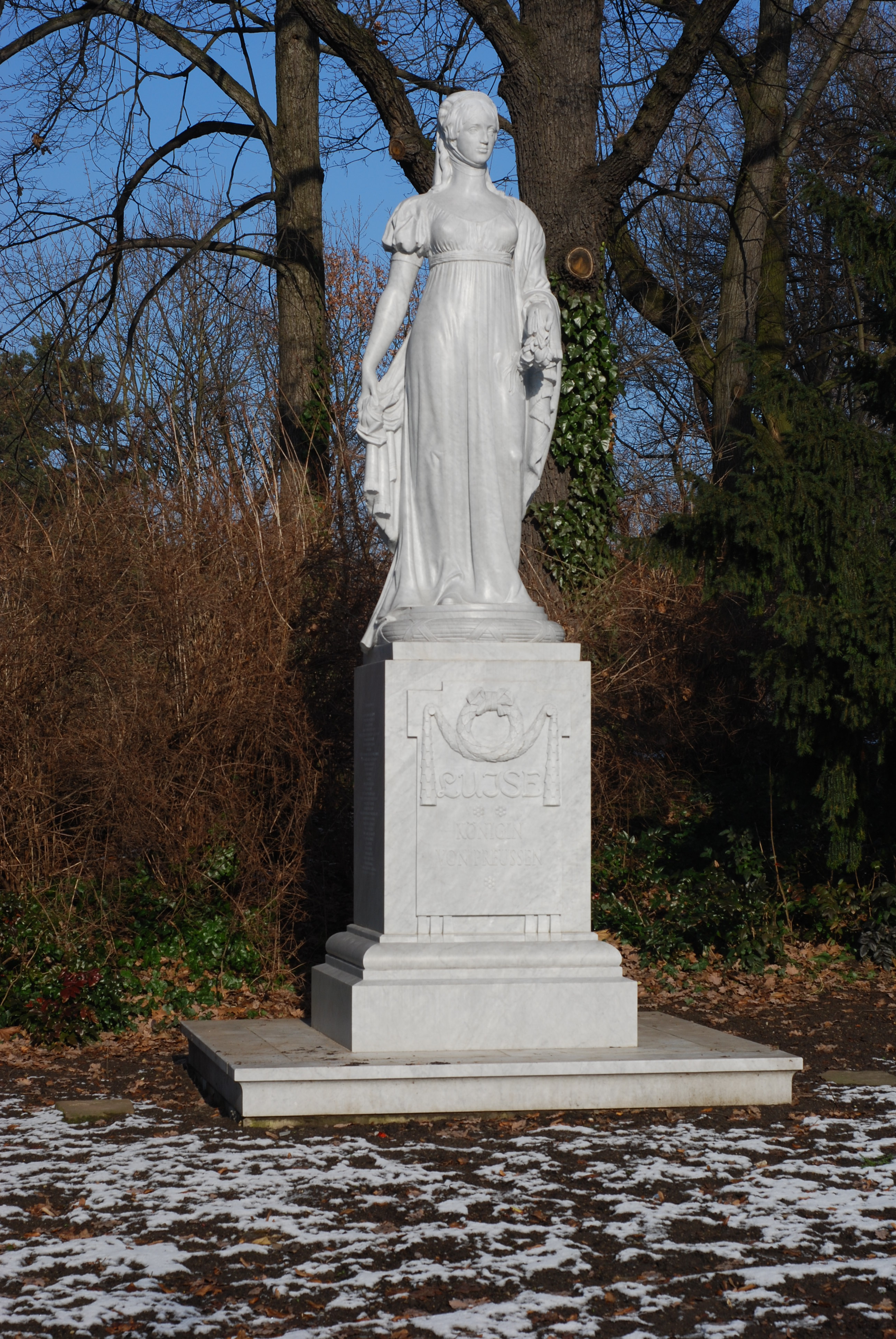
Luisendenkmal

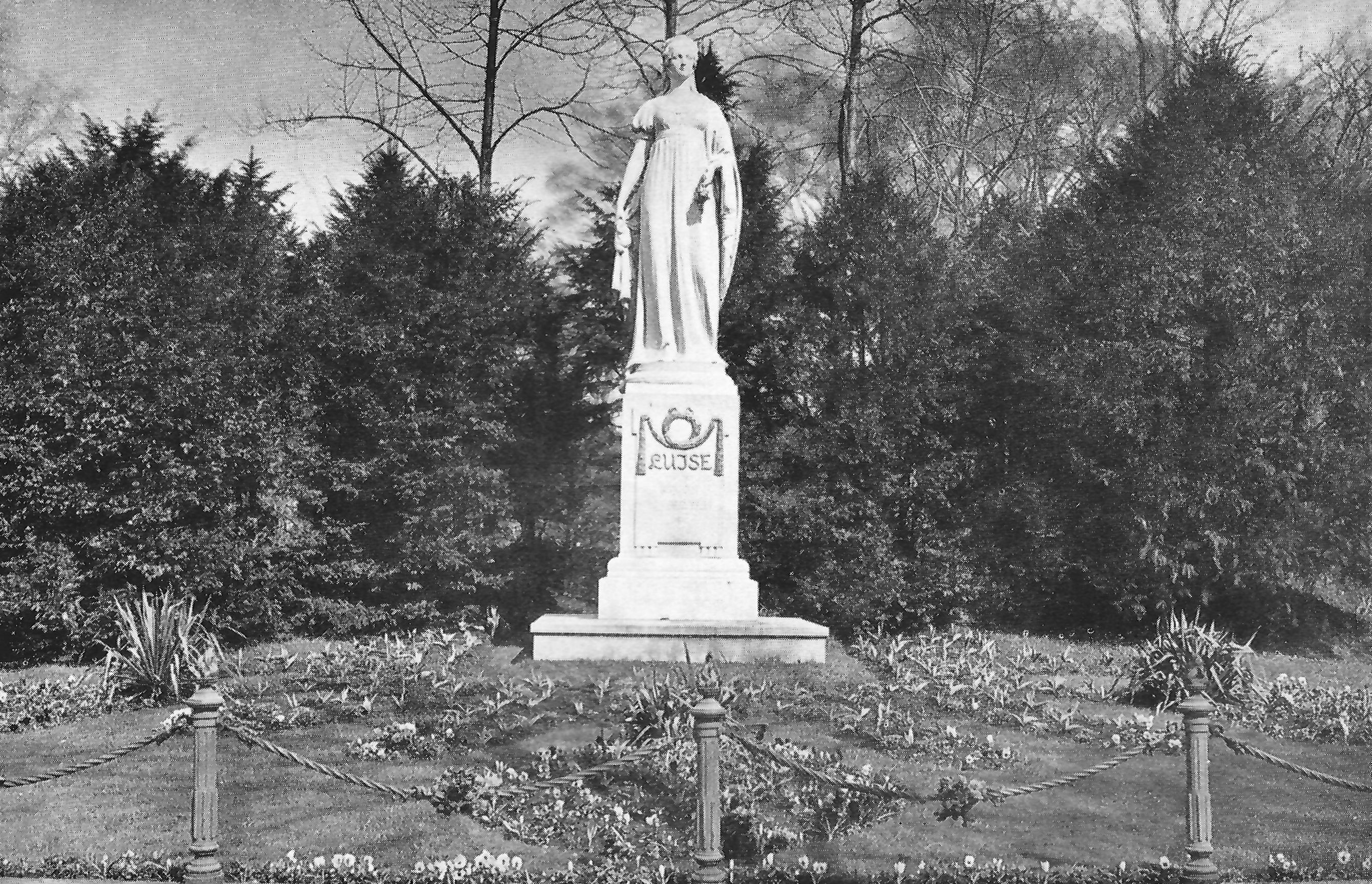
Ursprüngliches Denkmal in den 1930er Jahren

Das Luisendenkmal in Magdeburg steht im Geschwister-Scholl-Park, einem Stadtpark im Stadtteil Alte Neustadt.

## Geschichte
Das Denkmal für die preußische Königin Luise wurde durch ein Bürgerkomitee initiiert, das 40.000 Mark für das Denkmal sammelte und den Berliner Bildhauer Johannes Götz mit der Anfertigung des Marmor-Standbilds beauftragte. Am 18. Juni 1901 wurde das Denkmal im damaligen Luisengarten feierlich enthüllt. Im Februar 1963 wurde es vom Sockel gestoßen – nur der Kopf blieb erhalten und landete schließlich im Museum.
Als „Ausdruck des Bürgersinns“ und in der Verbundenheit zu ihrer Stadt und deren Geschichte wurde mit Hilfe von Spendengeldern Magdeburger Unternehmer und deren Nachfahren (wie beispielhaft von der Familie Paul Hennige, die bereits das ursprüngliche Denkmal wesentlich mitfinanziert hatten), ein neues Königin-Luise-Denkmal geschaffen und am 25. Juni 2009 am historischen Standort feierlich eingeweiht.